# والیس‌کار
والیس‌کار (انگلیسی: Wallyscar) شرکت خودروسازی تونسی است، که در سال ۲۰۰۶ تأسیس شد.